# Alexandru Ene
Alexandru Ene I (né le 19 septembre 1928 à Brăila - mort le 22 mai 2011) est un footballeur roumain.

## Biographie
Possesseur d'un master en sport et en économie, il commence à jouer au football à l'Olimpia Bucarest entre 1941 et 1947, avant de partir évoluer pour le Metalul Bucarest, club avec lequel il fait ses grands débuts en senior, puis part jouer de 1951 à 1960 pour le Dinamo Bucarest, lui assurant une grande forme de buteur, et remportant le championnat roumain en 1955, premier titre du Dinamo de son histoire.
Après sa retraite, il continue à travailler dans le monde du football, en tant que vice-président du Dinamo (de 1971 à 1973). Il travaille ensuite après 1960 en tant qu'économiste pour le ministère de l'intérieur roumain.

## Statistiques
- Total de matchs joués en Liga I : 179 matchs - 105 buts
- Meilleur buteur de Liga I : 1954 (20 buts)
- Vainqueur du Championnat de Roumanie : 1955
- Vainqueur de la Coupe De Roumanie : 1959